# Скакун Дмитро Олегович
Дмитро Олегович Скакун (нар. 4 лютого 1993) — український футболіст, нападник клубу «Нива» (Тернопіль).

## Клубна кар'єра
Футбольну кар'єру розпочав у молодіжній академії київського «Динамо» (К). У ДЮФЛУ протягом 2006—2010 років зіграв 78 матчів та відзначився 26-а голами. Через величезну конкуренцію в усіх командах «динамівців» (від перщої й до юніорських) закріпитися в рідному клубі не зміг. У першій частині сезону 2010/11 років в за киян у молодіжній першості зіграв 10 поєдинків. Другу частину сезону розпочав у складі іншого столичного клубу, «Арсенала», кольори якого захищав до 2012 року. За цей час у складі молодіжки київських «канонірів» зіграв 18 матчів та відзначився 1 голом.
Дорослу футбольну кар'єру розпочав 2013 року в складі аматорського клубу «Росичі» (Богуслав). Навесні того ж року перейшов до складу друголігової стрийської «Скали». Дебютував у складі стрийського колективу 14 липня 2013 року в програному (0:1) домашньому поєдинку 1-о туру другої ліги проти криворізького «Гірника». Дмитро вийшов на поле на 46-й хвилині, замінивши Левана Арвеладзе. Дебютним голом за «Скалу» відзначився 27 липня 2013 року на 90+3-й хвилині нічийного (2:2) домашнього поєдинку 3-о туру другої ліги проти херсонського «Кристалу». Скакун вийшов на 45-й хвилині, замінивши Назара Кмітя. За підсумками першої частини сезону 2013/14 років потрапив до символічної збірної Другої ліги під номером 2 на позиції лівий півзахисник за версією інтернет-видання football.ua. На початку грудня 2014 року відправився на перегляд до одного з клубів іранської Про-ліги, але вже незабаром повернувся до Стрия. В складі «Скали» виступав до зими 2017 року. За цей час у чемпіонатах України зіграв 94 матчі та відзначився 18-а голами, ще 2 поєдинки провів у кубку України. На початку 2017 року через проблеми з фінансуванням стрийського клубу, як й інші футболісти, отримав статус вільного агента й залишив розташування команди.
В середині січня 2017 року приєднався до складу київської «Оболоні-Бровар». Дебютував у футболці «пивоварів» 18 березня 2017 року в програному (0:1) домашньому поєдинку 21-о туру другої ліги проти ФК «Полтави». Дмитро вийшов на поле на 53-й хвилині, замінивши Григорія Сахнюка. Дебютним голом у складі киян відзначився 26 березня 2017 року на 55-й хвилині нічийного (1:1) виїзного поєдинку 22-о туру проти ФК «Сум». Скакун вийшов у стартовому складі та відіграв увесь матч. У середині липня 2017 року за згодою сторін контракт було розірвано. У футболці «Оболонь-Бровар» зіграв 8 матчів та відзначився 2-а голами.
Напередодні початку сезону 2017/18 років приєднався до складу охтирського «Нафтовика-Укрнафти». Дебютував у складі охтирців 15 липня 2017 року в поєдинку 1-о туру першої ліги проти ФК «Сум». Дмитро вийшов на поле на 57-й хвилині, замінивши Сергія Суханова.

## Стиль гри
|  | Зі сильних сторін гравця відзначимо його природню стартову швидкість, витривалість і вміння виконувати стандартні положення. |